# Сахалин (телеканал)
Телеканал «Сахалин» – сахалинский телеканал, вещающий на Сахалинскую область. Основной телеканал ГТРК «Сахалин». Эфир начат 1 мая 1960 года на 10-м метровом канале в Южно-Сахалинске. Основной программой канала является «Вести. Сахалин-Курилы». Вещает на частотах телеканалов Россия-1 и Россия-24 на всей территории Сахалинской области.